# Nils Langer
 Nils Langer  (nacido el 25 de enero de 1990) es un tenista profesional alemán.

## Carrera
Su mejor ranking individual es el Nº 188 alcanzado el 7 de marzo de 2016, mientras que en dobles logró la posición 317 el 18 de abril de 2016.
No ha logrado hasta el momento títulos de la categoría ATP ni de la ATP Challenger Tour, aunque sí ha obtenido varios títulos Futures tanto en individuales como en dobles.